# Melanepalpus albipes
Melanepalpus albipes är en tvåvingeart som beskrevs av Townsend 1914. Melanepalpus albipes ingår i släktet Melanepalpus och familjen parasitflugor.
Artens utbredningsområde är Peru. Inga underarter finns listade i Catalogue of Life.